# Curva do Elefante

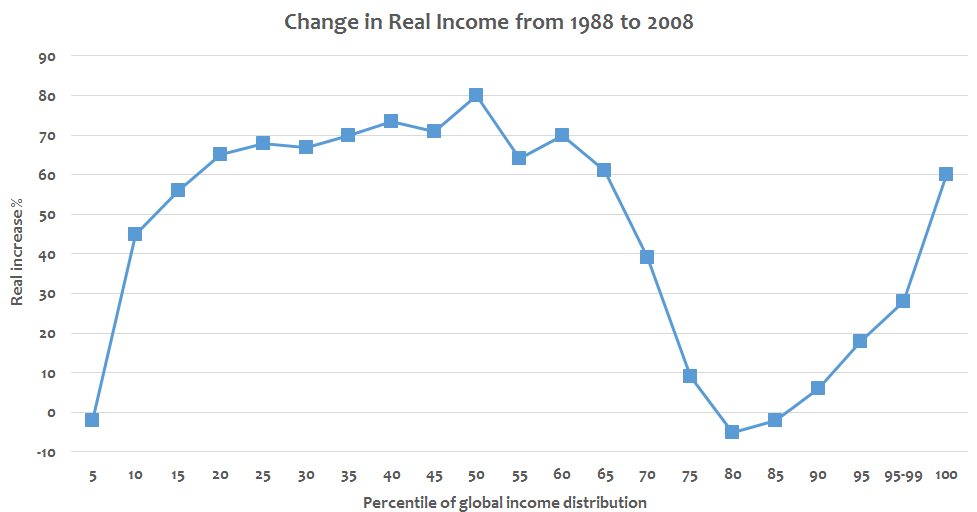
O Gráfico de Lakner-Milanovic com a Curva do Elefante

Curva do Elefante (do inglês The Elephant Curve), também conhecida como Gráfico de Lakner-Milanovic ou Curva de Incidência de Crescimento Global, é um gráfico que ilustra a distribuição desigual do crescimento da renda para indivíduos pertencentes a diferentes grupos de renda, indo do 1% mais pobre (à esquerda) ao 1% mais rico (à direita).
Ela apareceu pela primeira vez em dezembro de 2012 no estudo "Desigualdade em números", de autoria de Branko Milanovic, mas ganhou notoriedade ao ser citada, um ano depois, no artigo científico "Distribuição da renda global: da queda do muro de Berlim à Grande Recessão", trabalho de Milanovic e Christoph Lakner, que ilustra a mudança no crescimento da renda ocorrida de 1988 a 2008. O eixo x do gráfico mostra os percentis da distribuição global da renda. Já o eixo y mostra a porcentagem da taxa de crescimento cumulativa da receita.
O gráfico é mais comumente citado como uma representação da desigualdade de renda global que ocorreu em parte devido à globalização. Desde a criação da curva do elefante, houve uma série de versões adaptadas que foram criadas para ilustrar a desigualdade de renda global por meio de diferentes métodos.